# Мемориальный музей-квартира А. М. Васнецова
Мемориа́льный музе́й Аполлина́рия Васнецо́ва — музей памяти художника Аполлинария Васнецова в Москве. Расположен в доме по Фурманному переулку, где живописец проживал с 1903 по 1933 год. Первые мемориальные комнаты были открыты для посетителей в 1965-м, а в 1986 году музей вошёл в состав Третьяковской галереи.
По состоянию на 2018 год в состав экспозиции входит около 9000 предметов: художественные произведения, фотографии, архивные документы и антикварная мебель.

## История

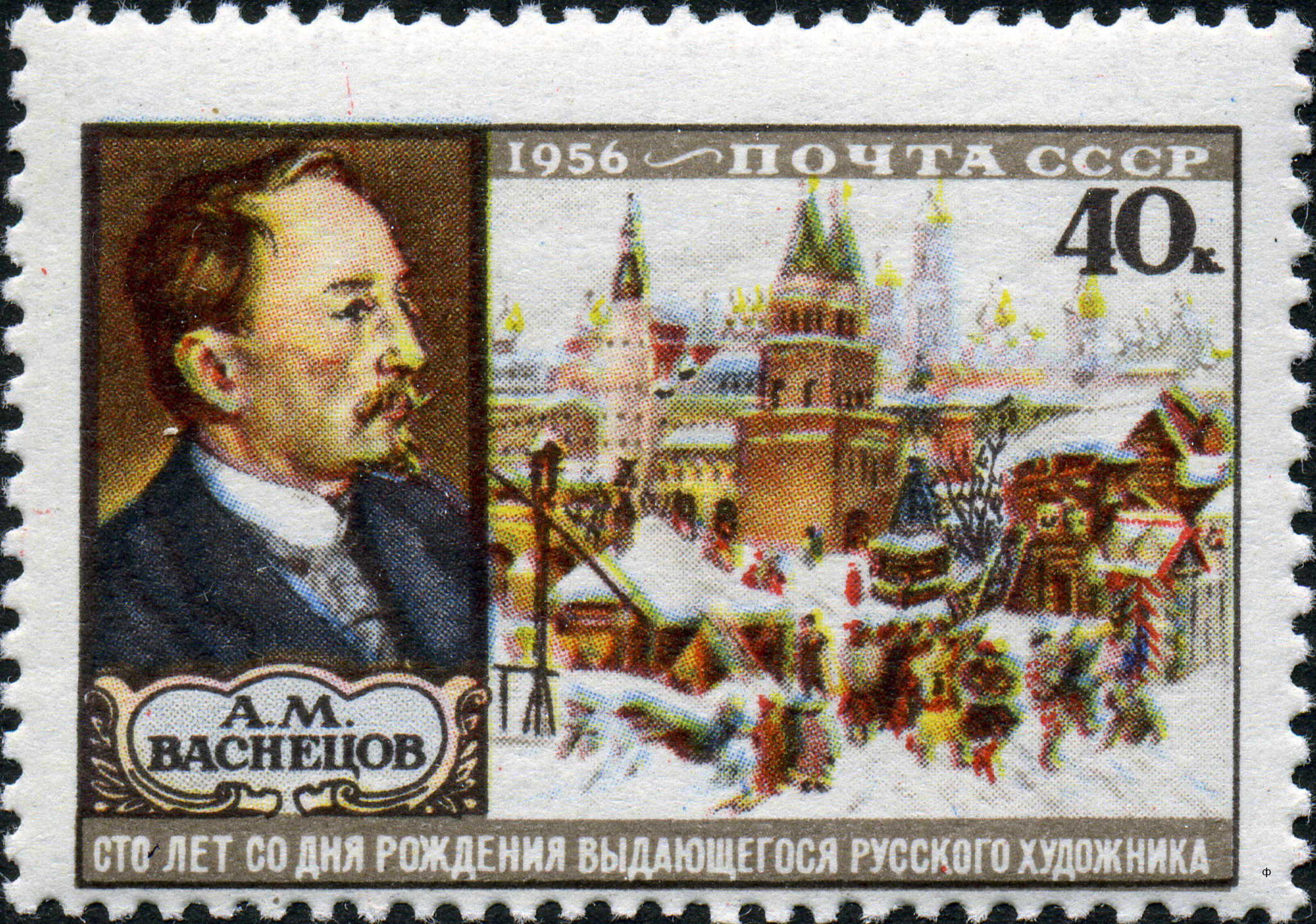
Марка, выпущенная к 100-летию со дня рождения Васнецова, 1956 год

Здание № 6 по Фурманному переулку было возведено в начале XX века как доходный дом. Строительством руководил архитектор Иван Кондратенко. В 1903 году художник Аполлинарий Васнецов переехал в квартиру № 21, где он прожил тридцать лет до своей смерти. При жизни его часто посещали известные представители культуры того времени: Иван Бунин, Владимир Гиляровский, Климент Тимирязев, Фёдор Шаляпин, Василий Поленов, Михаил Нестеров, Константин Коровин и другие.
После революции 1917 года и начавшейся политики уплотнения в доме были созданы коммунальные квартиры.
Идея о создании музея появилась в 1956 году, когда в Москве проходили мероприятия в честь 100-летия со дня рождения Васнецова. В этот год в газете «Вечерняя Москва» было опубликовано письмо о «восстановлении мемориальной мастерской выдающегося художника», подписанное Игорем Грабарём, представителями творческого клуба художников «Кукрыниксы», а также другими деятелями культуры — Аркадием Пластовым, Константином Юоном, Павлом Кориным. В 1957-м городской исполнительный комитет вынес решение о создании мемориальной мастерской художника.
Организацией музея занимались сын Всеволод Васнецов и невестка Екатерина. Они проживали в коммунальной квартире, образованной в бывших комнатах Апполинария Васнецова. К 1958 году коммунальная квартира была расселена, а в освободившихся помещениях провели ремонт. Супруги Васнецовы переехали в две комнаты, а в остальных трёх были воссозданы мемориальные залы. Всеволод Васнецов передал в ведение музея около 2000 экспонатов: картины, этюды, рисунки, мебель, личные вещи, а также архивные документы и книги отца.
В 1980 году по постановлению Моссовета было принято решение о расширении музея за счёт соседней квартиры № 22. Спустя три года в новых помещениях начались реставрационные работы по разработанному Всеволодом Васнецовым плану, возглавляемые объединением «Росреставрация». Помимо трёх выставочных залах, в квартире были оборудованы хранилище для фондов, кабинеты для научных сотрудников, а также административные помещения. В 2003 году для посещения были открыты две комнаты квартиры № 21, в которых проживали сын и невестка художника.
В 1986 году музей вошёл в состав Третьяковской галереи. После смерти последнего члена семьи — Екатерины Васнецовой — в 1997-м вся музейная коллекция и помещения музея также были переданы в дар Третьяковке.

## Экспозиция

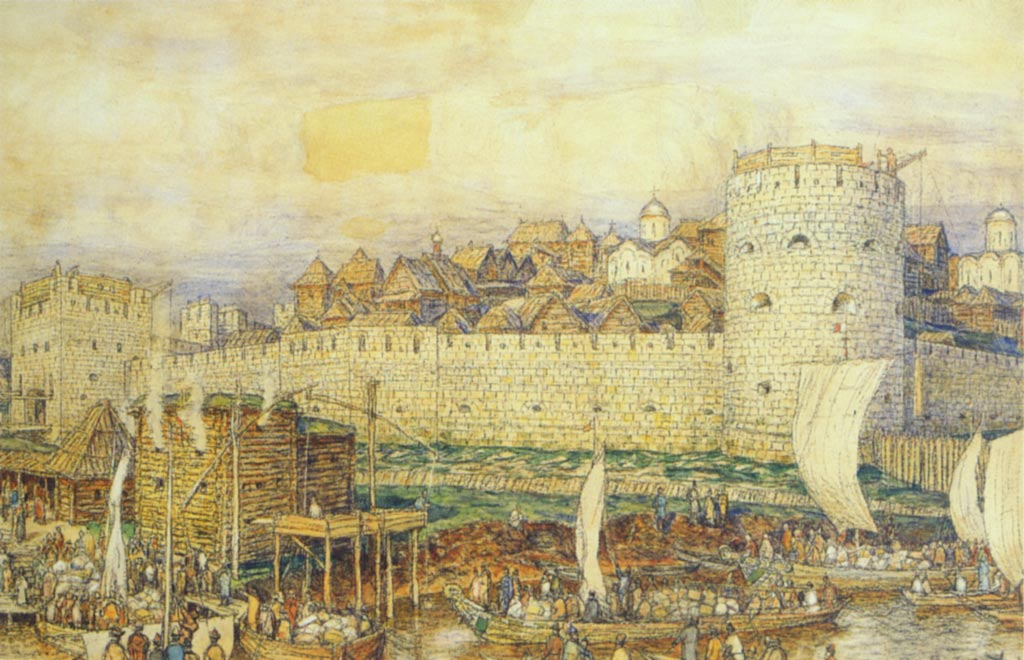
«Московский Кремль при Дмитрии Донском» из серии «Древняя Москва», 1910-е годы

По состоянию на 2018 год музейный фонд состоит из более чем 9000 экспонатов, включающих 200 живописных и 1000 графических работ.
В бывшем кабинете Васнецова хранится географическая карта, где отмечены посещённые деятелем места, оттиски литературных и научных работ, книга «Художество», написанная живописцем в 1908 году. На стенах экспонируются пейзажи Урала, Кавказа, Крыма, Украины, Подмосковья. На рабочем столе лежит этюдник, палитра, кисти, а на мольберте хранится незаконченная картина «Шум старого парка». Во всей квартире представлена мебель в стиле ампир и неорусском, спроектированная Васнецовым и выполненная в абрамцевских мастерских близкого друга Васнецова — Саввы Мамонтова.
Оформление гостиной Васнецова посвящено старой Москве — любимой теме художника. В зале хранятся эскизы и этюды, а также архивные документы — для написания каждой работы Васнецов изучал летописи и старинные планы, чтобы написать достоверное полотно.
В столовой представлена оригинальная мебель, принадлежащая Васнецову: стол-сороконожка, венские стулья, буфет. В этой же комнате экспонируются редкие коллекционные вещи, купленные Васнецовым на Сухаревском рынке, такие как подголовок XVII века — ящик для путешествий, в котором хранились деньги и документы, также служивший заменой подушки.
Экспозиция квартиры № 22 состоит из трёх залов, посвящённых отдельным сериям картин Васнецова: «Пейзаж», «Моей Родине» и «Древней Москве». В залах представлены картины: «Лес на горе Благодать» (1890), «Элегия» (1893), «Пейзаж» (1913), «Шум старого парка» (1926), «Облака и золотые купола. Симонов монастырь» (1920), «Сумрачный день» (1919), «Ротонда Миловида. Статуя Зимы. Найденовский парк, Москва» (1920-е), «Гонцы. Ранним утром в Кремле. Начало XVII века» (1913), «Воскресенский крытый мост. Москва. XVII век» (1921).